# كأس الرابطة الفرنسية 2003–04
كأس الرابطة الفرنسية 2003–04 (بالفرنسية: Coupe de la Ligue française de football 2003-2004)‏ هو الموسم 10 من كأس الرابطة الفرنسية. أقيم خلال الفترة 23 سبتمبر 2003 وحتى 17 أبريل 2004، وأشرف على تنظيمه اتحاد فرنسا لكرة القدم، وكان عدد الأندية المشاركة فيه 44، وفاز فيه نادي سوشو.